# Экономика Европейского союза
Экономика Европейского союза является третьей по величине экономикой в мире в номинальном выражении и в соответствии с паритетом покупательной способности (ППС). Так, в 2022 году ВВП ЕС оценивается в 17,2 трлн долл., что составляет примерно одну шестую от объёма мирового ВВП.
Основная валюта Евросоюза — евро — является официальной валютой 20 из 27 стран — членов ЕС и второй наиболее торгуемой валютой в мире после доллара США.
Экономика Европейского Союза (ЕС) состоит из внутреннего рынка экономик стран — членов союза, основанного на свободном рынке и продвинутых социальных моделях. ВВП на душу населения (ППС) составил 37 800 $ в 2015 году по сравнению с 57 084 $ в Соединенных Штатах и 14 340 $ в Китае.
Euronext является основной фондовой биржей Еврозоны и седьмым по величине рынком по рыночной капитализации. Иностранные инвестиции в экономику ЕС в 2012 году составили 5,1 трлн $, а инвестиции ЕС в зарубежные страны — 9,1 трлн $.
Европейский союз, представляющий собой в хозяйственном отношении общий рынок, самостоятельно участвует во Всемирной торговой организации под наименованием «Европейские Сообщества» наряду со своими собственными государствами-участниками (то есть одновременно в ВТО участвуют как ЕС, так и Германия, Франция, Люксембург и др.).

## Валюта
Официальной валютой Европейского союза является евро, используемая во всех документах и актах. В Пакте о стабильности и росте изложены налоговые критерии для поддержания стабильности и экономического сближения. Евро также является наиболее распространённой валютой в странах ЕС, которая используется в 20 государствах-членах, известных в совокупности как еврозона. Все остальные государства-члены, кроме Дании, имеющей исключение в договоре, взяли обязательства по переходу на евро после того, как они выполнят требования, необходимые для перехода. Швеция, хоть и дала отказ после референдума, заявила о возможном присоединении к Европейскому механизму валютных курсов, который является предварительным шагом ко вступлению. Остальные государства намерены присоединиться к евро через свои договоры о присоединении.

## Бюджет
Функционирование ЕС в 2007 году обеспечивал бюджет в 116 миллиардов € и 862 миллиарда € на период 2007—2013, что составляет около 1 % от ВВП Евросоюза. Для сравнения, расходы одной Великобритании за 2004 год, по оценкам, составили около 759 млрд €, и Франции — около 801 млрд €. В 1960 году бюджет тогдашнего ЕЭС составлял всего 0,03 % от ВВП. 

## Экономические различия
Ниже приведена таблица, показывающая, соответственно, ВВП (ППС) и ВВП (ППС) на душу населения в Европейском союзе и для отдельно каждого из 28 государств-членов, отсортированных по ВВП (ППС) на душу населения. Это может быть использовано для приблизительного сравнения уровня жизни между государствами-членами, у Люксембурга — самый высокий и самый низкий — у Болгарии. Евростат, базирующийся в Люксембурге, является официальным статистическим бюро Европейских сообществ, выпускающим ежегодные данные по ВВП в государствах-членах, а также ЕС в целом, которые регулярно обновляются в целях поддержания основ европейской бюджетной и экономической политики. Цифры указаны в евро за 2014 год.

Эти официальные данные Евростата по состоянию на 28.09.2015 
| Страны-члены     | ВВП (ППС) 2014 миллионов евро | ВВП (ППС) на душу населения 2014 евро | Процент от среднеевропейского ВВП (ППС) на душу населения 2014 |
| ---------------- | ----------------------------- | ------------------------------------- | -------------------------------------------------------------- |
| Европейский союз | 13 958 351,8                  | 27,400                                | 100                                                            |
| Германия €       | 2 795 713,9                   | 34,500                                | 126                                                            |
| Франция €        | 1 937 814,9                   | 29,300                                | 108                                                            |
| Италия €         | 1 604 122,1                   | 26,400                                | 96                                                             |
| Испания €        | 1 163 005,8                   | 25,000                                | 91                                                             |
| Польша           | 714 524,9                     | 18,600                                | 68                                                             |
| Нидерланды €     | 605 557,0                     | 35,900                                | 131                                                            |
| Бельгия €        | 362 996,6                     | 32,500                                | 123                                                            |
| Швеция           | 326 824,3                     | 33,700                                | 123                                                            |
| Австрия €        | 303 218,8                     | 35,500                                | 129                                                            |
| Румыния          | 301 802,2                     | 15,200                                | 55                                                             |
| Чехия            | 244 249,6                     | 23,200                                | 85                                                             |
| Португалия €     | 222 590,1                     | 21,400                                | 78                                                             |
| Греция €         | 217 176,8                     | 19,900                                | 73                                                             |
| Дания            | 193 153,6                     | 34,200                                | 125                                                            |
| Венгрия          | 183 988,9                     | 18,600                                | 68                                                             |
| Ирландия €       | 169 646,8                     | 36,800                                | 134                                                            |
| Финляндия €      | 165 378,7                     | 30,300                                | 111                                                            |
| Словакия €       | 114 215,1                     | 21,100                                | 77                                                             |
| Болгария         | 92 498,2                      | 12,800                                | 47                                                             |
| Хорватия         | 68 233,7                      | 16,100                                | 59                                                             |
| Литва €          | 60 411,2                      | 20,600                                | 75                                                             |
| Словения €       | 46 648,3                      | 22,600                                | 82                                                             |
| Люксембург €     | 40 758,8                      | 73,000                                | 266                                                            |
| Латвия €         | 34 935,8                      | 17,500                                | 64                                                             |
| Эстония €        | 27 525,7                      | 20,900                                | 76                                                             |
| Кипр €           | 19 094,5                      | 22,400                                | 82                                                             |
| Мальта €         | 10 097,3                      | 23,600                                | 86                                                             |

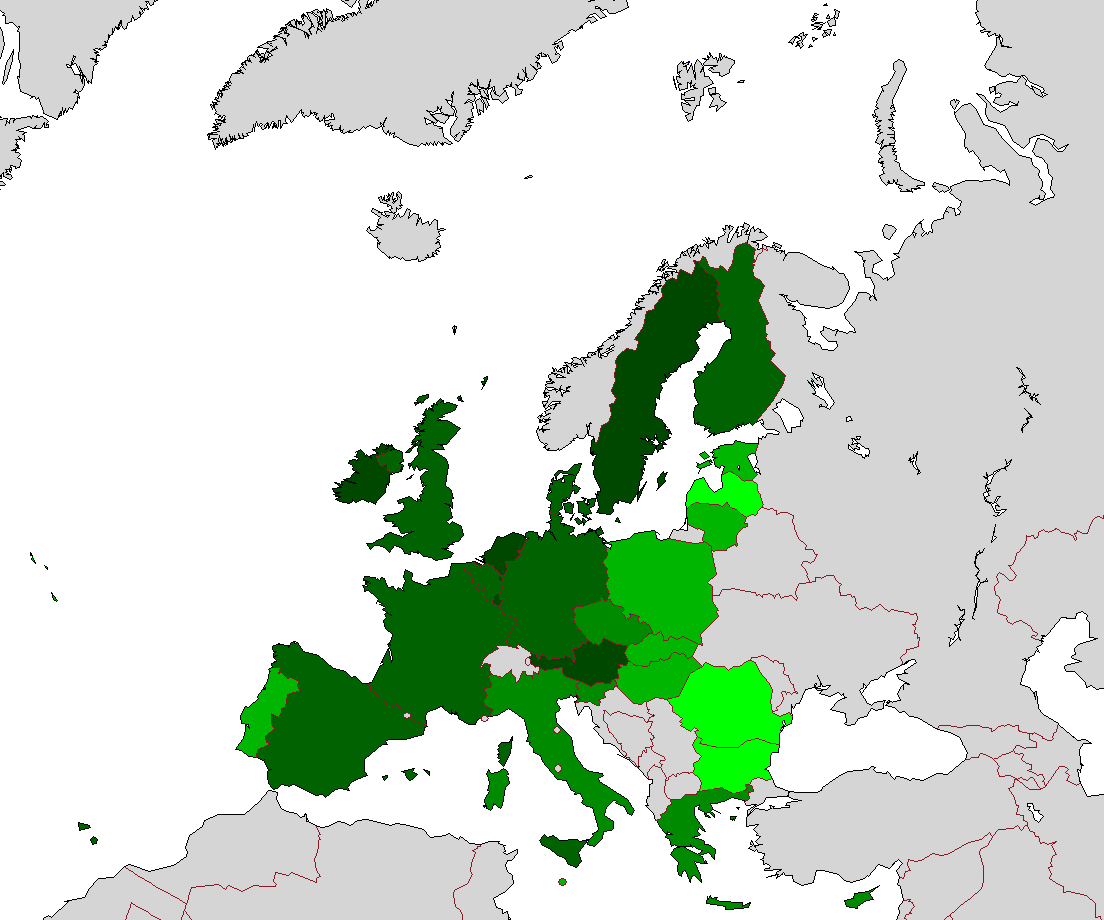
ВВП (ППС) на душу населения 2008
>30,000 €
>25,000 €
>20,000 €
>15,000 €
>10,000 €

Источник: ВВП в миллионах (ППС), ВВП (ППС) на душу населения: Евростат( Архивная копия от 20 мая 2011 на Wayback Machine), ().
В ПРОЦЕНТАХ: Евростат( Архивная копия от 2 февраля 2009 на Wayback Machine).

## Экономика государств-членов
Экономическая эффективность варьируется от государства к государству. Пакт о стабильности и росте регулирует финансово-бюджетную политику с Европейским союзом. Он распространяется на все государства-члены, с конкретными правилами, которые применяются в отношении членов еврозоны, предусматривающие, что дефицит бюджета каждого государства не должен превышать 3 % ВВП и государственный долг не должен превышать 60 % от ВВП. Тем не менее, многие крупные участники рассчитывают свой будущий бюджет с дефицитом, значительно превышающим 3 %, и страны еврозоны в целом имеют долг, превышающий 60 % (см. ниже).
В приводимой ниже таблице представлена информация о государствах — членах Европейского союза, упорядоченная в соответствии с «размером» их экономики. Как видно из таблицы, 5 стран-членов с наибольшим ВВП (Германия, Франция, Великобритания, Италия и Испания) дают более 70 % всего ВВП Евросоюза, а 10 стран с наименьшим ВВП — 3 % (примечание: если таблицу отсортировать по «ВВП на душу населения», то это будет, возможно, лучше отражать силу отдельно взятой экономики).
Цвета обозначают сравнение одного из государств-членов со средним показателем по Евросоюзу, выше среднего (зеленый) или ниже среднего (красный). Наименьший и наибольший показатель в каждой колонке выделен жирным.
Данные по ВВП, ежегодному изменению ВВП, ВВП на душу населения и инфляции, по оценке МВФ, на май 2008 года.
 Архивная копия от 15 ноября 2018 на Wayback Machine Архивная копия от 15 ноября 2018 на Wayback Machine
| Страны-члены отсортированные по ВВП                                  | ВВП в миллиардах $(2008) | ВВП % от европейского (2008) | Изменение за год % от ВВП (2008) | ВВП на душу населения по ППС $ (2008) | Госдолг % от ВВП (2008) | Дефицит (-)/ Излишки (+) % от ВВП (2008) | Инфляция % годовых (2008) | Безработица % (май 2009) (*март 2009) (**кв.1 2009) |
| -------------------------------------------------------------------- | ------------------------ | ---------------------------- | -------------------------------- | ------------------------------------- | ----------------------- | ---------------------------------------- | ------------------------- | --------------------------------------------------- |
| Европейский союз Архивная копия от 15 ноября 2018 на Wayback Machine | 18 493,0                 | 100,0 %                      | 0,9                              | 30 393                                | 61,5                    | -2,3                                     | 3,7                       | 8,9                                                 |
| Германия                                                             | 3 653,3                  | 19,8 %                       | 1,3                              | 35 441                                | 65,9                    | −0,1                                     | 2,8                       | 7,7                                                 |
| Франция                                                              | 2 843,1                  | 15,4 %                       | ?                                | 34 208                                | 68,0                    | −3,4                                     | 3,2                       | 9,3                                                 |
| Великобритания                                                       | 2 833,2                  | 15,4 %                       | 0,7                              | 36 522                                | 52,0                    | −5,5                                     | 3,6                       | 7,2*                                                |
| Италия                                                               | 2 330,0                  | 12,6 %                       | −1,0                             | 30 580                                | 105,8                   | −2,4                                     | 3,5                       | 7,4**                                               |
| Испания                                                              | 1 622,5                  | 8,8 %                        | 1,2                              | 30 620                                | 39,5                    | −3,8                                     | 4,1                       | 18,7                                                |
| Нидерланды                                                           | 862,9                    | 4,7 %                        | 2,1                              | 40 431                                | 58,2                    | 1,0                                      | 2,2                       | 3,2                                                 |
| Бельгия                                                              | 507,1                    | 2,7 %                        | 1,1                              | 36 235                                | 88,6                    | −1,2                                     | 4,5                       | 8,2                                                 |
| Швеция                                                               | 502,5                    | 2,7 %                        | −0,2                             | 37 245                                | 38,0                    | 2,5                                      | 3,3                       | 8,9                                                 |
| Польша                                                               | 450,6                    | 2,4 %                        | 5,0                              | 17 481                                | 47,1                    | −3,9                                     | 4,2                       | 8,1                                                 |
| Австрия                                                              | 418,7                    | 2,3 %                        | 1,8                              | 39 634                                | 65,2                    | −0,4                                     | 3,2                       | 4,3                                                 |
| Греция                                                               | 361,6                    | 2,0 %                        | 2,9                              | 30 534                                | 97,6                    | −5,0                                     | 4,2                       | 8,7**                                               |
| Дания                                                                | 349,2                    | 1,9 %                        | −1,1                             | 37 265                                | 33,3                    | 3,6                                      | 3,6                       | 5,7                                                 |
| Ирландия                                                             | 290,7                    | 1,6 %                        | −2,3                             | 42 539                                | 43,2                    | -7,1                                     | 3,1                       | 11,7                                                |
| Финляндия                                                            | 273,1                    | 1,5 %                        | 0,9                              | 36 217                                | 33,4                    | 4,2                                      | 3,9                       | 8,1                                                 |
| Португалия                                                           | 248,9                    | 1,3 %                        | 0,0                              | 22 189                                | 66,4                    | −2,6                                     | 2,7                       | 9,3                                                 |
| Чехия                                                                | 211,7                    | 1,1 %                        | 3,2                              | 25 395                                | 28,8                    | −1,5                                     | 6,3                       | 6,1                                                 |
| Румыния                                                              | 187,9                    | 1,0 %                        | 7,1                              | 12 579                                | 13,6                    | −5,4                                     | 7,9                       | 6,2**                                               |
| Венгрия                                                              | 155,2                    | 0,8 %                        | 0,5                              | 19 499                                | 73,0                    | −3,4                                     | 6,0                       | 10,2                                                |
| Словакия                                                             | 88,9                     | 0,5 %                        | 3,5                              | 22 040                                | 27,6                    | −2,2                                     | 3,9                       | 11,1                                                |
| Люксембург                                                           | 57,0                     | 0,3 %                        | −0,9                             | 82 306                                | 14,7                    | 2,6                                      | 4,1                       | 6,4                                                 |
| Словения                                                             | 53,3                     | 0,3 %                        | 3,5                              | 29 472                                | 22,8                    | −0,9                                     | 5,5                       | 5,9                                                 |
| Болгария                                                             | 49,3                     | 0,3 %                        | 6,0                              | 12 340                                | 14,1                    | 1,5                                      | 12,0                      | 6,5                                                 |
| Литва                                                                | 48,1                     | 0,3 %                        | 3,0                              | 18 945                                | 15,6                    | −3,2                                     | 11,1                      | 14,3                                                |
| Латвия                                                               | 35,8                     | 0,2 %                        | -4,6                             | 17 071                                | 19,5                    | −4,0                                     | 15,3                      | 16,3                                                |
| Эстония                                                              | 25,4                     | 0,1 %                        | −3,6                             | 20 259                                | 4,8                     | −3,0                                     | 10,6                      | 15,6                                                |
| Кипр                                                                 | 24,5                     | 0,1 %                        | 3,7                              | 29 829                                | 49,1                    | 0,9                                      | 4,4                       | 5,3                                                 |
| Мальта                                                               | 8,4                      | 0,1 %                        | 2,7                              | 23 760                                | 64,1                    | −4,7                                     | 4,7                       | 7,1                                                 |

## Региональные различия
Сравнение богатейших регионов ЕС может оказаться трудной задачей. Это объясняется тем, что NUTS-1 и NUTS-2 регионы являются неоднородными, некоторые из них очень крупные, такие, как NUTS-1 Гессен (21100 км²), или NUTS-1 Иль-де-Франс (12011 км²), в то время как другие регионы NUTS гораздо меньше, например NUTS-1 Гамбург (755 км²), или NUTS-1 Большой Лондон (1580 км ²). Экстремальный пример — Финляндия, которая разделена по историческим причинам, на материковую часть с 5,3 млн жителей и Аландские острова, с населением 26700, что примерно равно населению небольшого финского города.
Одна из проблем с этими данными заключается в том, что в некоторых областях, в том числе в Большом Лондоне, в большом количестве присутствует Маятниковая миграция, поступающая в регион, тем самым искусственно увеличивая цифры. Это влечет за собой повышение ВВП, не изменяя количество людей, живущих в этом районе, увеличивая ВВП на душу населения. Аналогичные проблемы могут вызывать большое число туристов, посещающих этот район.
Эти данные используются для определения регионов, которые поддерживаются такими организациями, как Европейский фонд регионального развития.
Было принято решение разграничить номенклатуру территориальных единиц для целей статистики (NUTS) регионов, произвольным образом (то есть не основываясь на объективных критериях и не единообразных для всей Европы), что было принято на общеевропейском уровне.

### Топ 10: экономически сильнейших NUTS-1 и NUTS-2 регионов
Топ 10 NUTS-1 и NUTS-2 регионов с самым высоким ВВП на душу населения входят в число первых пятнадцати стран блока: и ни один регион из 12 новых стран-членов, которые вступили в мае 2004 года и январе 2007. NUTS положения устанавливают минимальную численность населения в размере 3 млн, а максимальный размер 7 млн для среднего NUTS-1 региона, и минимум 800 тыс. и максимум 3 млн для NUTS-2 региона  Архивная копия от 9 декабря 2008 на Wayback Machine. Это определение, однако, не признаётся Евростатом. Например регион Иль-де-Франс, с населением в 11,6 млн человек рассматривается как NUTS-2 регион, тогда как Аландские острова с населением лишь 26 тыс. человек рассматриваются как NUTS-1 регион.
| Место | Регион NUTS-1                           | 2005 ВВП (ППС) на душу населения в евро |
| ----- | --------------------------------------- | --------------------------------------- |
| 1     | Люксембург                              | 59 202                                  |
| 2     | Брюссель, Бельгия                       | 53 876                                  |
| 3     | Гамбург, Германия                       | 45 271                                  |
| 4     | Большой Лондон, Великобритания          | 41 475                                  |
| 5     | Иль-де-Франс, Франция                   | 38 666                                  |
| 6     | Бремен, Германия                        | 35 184                                  |
| 7     | Западные Нидерланды, Нидерланды         | 32 286                                  |
| 8     | Ирландия                                | 32 197                                  |
| 9     | Восточная Швеция, Швеция (см. Свеаланд) | 31 901                                  |
| 10    | Аландские острова, Финляндия            | 31 245                                  |

| Место | Регион NUTS-2                                     | 2005 ВВП (ППС) на душу населения в евро |
| --- | ------------------------------------------------- | --------------------------------------- |
| Примечание: так как Франкфурт (71 476 € на душу населения) и Париж (68 989 € на душу населения) классифицируются Евростатом как NUTS-3 поэтому здесь не представлены. |                                                   |                                         |
| 1 | Большой Лондон, Великобритания                    | 67 798                                  |
| 2 | Люксембург                                        | 59 202                                  |
| 3 | Брюссель, Бельгия                                 | 53 876                                  |
| 4 | Гамбург, Германия                                 | 45 271                                  |
| 5 | Вена, Австрия                                     | 39 774                                  |
| 6 | Иль-де-Франс, France                              | 38 666                                  |
| 7 | Стокгольм, Швеция                                 | 38 574                                  |
| 8 | Беркшир, Бакингемшир и Оксфордшир, Великобритания | 37 624                                  |
| 9 | Верхняя Бавария, Германия                         | 37 091                                  |
| 10 | Гронинген, Нидерланды                             | 36 728                                  |

### Экономически слабые NUTS-2 регионы
В числе пятнадцати регионов с самым низким рейтингом в 2004 году были Болгария, Польша и Румыния, причем самые низкие показатели зарегистрированы в Норд-Эсте в Румынии (25 % от среднего показателя), затем Северозападен, Южен централен и Северен централен в Болгарии (все 25-28 %). Среди 68 регионов с уровнем ниже 75 % от среднего, пятнадцать были в Польше, по семь в Румынии и Чешской Республике, шесть в Болгарии, Греции и Венгрии, пять в Италии, четыре во Франции (все заморские департаменты) и Португалии, три в Словакии, один в Испании и остальные в странах Словении, Эстонии, Латвии и Литве.
| Место | NUTS-2 регион                          | 2006 ВВП (ППС) на душу населения в Евро | % от среднего ВВП от ЕС27 в 2006 |
| ----- | -------------------------------------- | --------------------------------------- | -------------------------------- |
| 1     | Северо-Восток, Румыния                 | 5 800                                   | 25                               |
| 2     | Северо-западный, Болгария              | 6 000                                   | 25                               |
| 3     | Северо-центральный, Болгария           | 6 400                                   | 27                               |
| 4     | Южно-центральный, Болгария             | 6 600                                   | 28                               |
| 5     | Юго-Запад, Румыния                     | 7 200                                   | 30                               |
| 6     | Юго-восточный, Болгария                | 7 400                                   | 31                               |
| 8     | Северо-восточный, Болгария             | 7 500                                   | 32                               |
| 8     | Юг, Румыния                            | 7 600                                   | 32                               |
| 9     | Юго-Восток, Румыния                    | 7 700                                   | 33                               |
| 10    | Люблинское воеводство, Польша          | 8 400                                   | 35                               |
| 11    | Подкарпатское воеводство, Польша       | 8 500                                   | 36                               |
| 12    | Северо-Запад, Румыния                  | 8 500                                   | 36                               |
| 13    | Центральная, Румыния                   | 9 100                                   | 38                               |
| 14    | Подляское воеводство, Польша           | 9 100                                   | 38                               |
| 15    | Варминско-Мазурское воеводство, Польша | 9 300                                   | 40                               |

### Богатейшие и беднейшие NUTS-2 регионы (ПВП ППС 2006)
См. также: Список всех NUTS-2 регионов с данными по ВВП на 2006 год Архивная копия от 25 марта 2009 на Wayback Machine
| Страны-члены     | Регион                                | ВВП на душу населения | ВВП на душу населения |
| Страны-члены     | Регион                                | в Евро                | % от среднего по ЕС27 |
| ---------------- | ------------------------------------- | --------------------- | --------------------- |
| Европейский союз | Европейский союз                      | 23 600                | 100,0 %               |
| Австрия          | Австрия                               | 29 400                | 124,3 %               |
| Богатейший       | Вена                                  | 39 200                | 165,9 %               |
| Беднейший        | Бургенланд                            | 19 400                | 82,1 %                |
| Бельгия          | Бельгия                               | 27 135                | 118,5 %               |
| Богатейший       | Брюссель                              | 55 100                | 233,3 %               |
| Беднейший        | Эно                                   | 18 200                | 77,1 %                |
| Болгария         | Болгария                              | 8 600                 | 36,5 %                |
| Богатейший       | Югозападен                            | 13 500                | 57,1 %                |
| Беднейший        | Северозападен                         | 6 000                 | 25,4 %                |
| Кипр             | Кипр                                  | 21 300                | 90,3 %                |
| Чехия            | Чехия                                 | 18 300                | 77,4 %                |
| Богатейший       | Прага                                 | 38 400                | 162,3 %               |
| Беднейший        | Центральная Моравия                   | 14 200                | 60,1 %                |
| Дания            | Дания                                 | 29 100                | 122,9 %               |
| Богатейший       | Ховедстаден                           | 36 600                | 155,0 %               |
| Беднейший        | Зеландия                              | 22 100                | 93,3 %                |
| Франция          | Франция                               | 25 900                | 109,5 %               |
| Богатейший       | Иль-де-Франс                          | 40 100                | 169,7 %               |
| Беднейший        | Французская Гвиана                    | 11 600                | 49,0 %                |
| Германия         | Германия                              | 27 400                | 115,8 %               |
| Богатейший       | Гамбург                               | 47 200                | 199,7 %               |
| Беднейший        | Северо-восточный Бранденбург          | 17 800                | 75,5 %                |
| Эстония          | Эстония                               | 15 400                | 65,3 %                |
| Финляндия        | Финляндия                             | 27 100                | 114,9 %               |
| Богатейший       | Аландские острова                     | 34 700                | 146,7 %               |
| Беднейший        | Восточная Финляндия                   | 20 200                | 85,3 %                |
| Греция           | Греция                                | 22 200                | 94,1 %                |
| Богатейший       | Аттика                                | 30 500                | 129,1 %               |
| Беднейший        | Западная Греция                       | 14 100                | 59,8 %                |
| Венгрия          | Венгрия                               | 15 000                | 63,6 %                |
| Богатейший       | Центральная Венгрия                   | 24 900                | 105,5 %               |
| Беднейший        | Северный Алфолд                       | 9 500                 | 40,1 %                |
| Ирландия         | Ирландия                              | 34 800                | 147,4 %               |
| Богатейший       | Южная и Восточная                     | 38 600                | 163,4 %               |
| Беднейший        | Приграничная, Центральная и Западная  | 24 500                | 103,6 %               |
| Италия           | Италия                                | 24 500                | 103,5 %               |
| Богатейший       | Больцано-Боцен — Южный Тироль         | 32 000                | 135,5 %               |
| Беднейший        | Кампания                              | 15 600                | 66,1 %                |
| Латвия           | Латвия                                | 12 400                | 52,5 %                |
| Литва            | Литва                                 | 13 100                | 55,5 %                |
| Люксембург       | Люксембург                            | 63 100                | 267,1 %               |
| Мальта           | Мальта                                | 18 200                | 76,9 %                |
| Нидерланды       | Нидерланды                            | 30 900                | 130,9 %               |
| Богатейший       | Гронинген                             | 41 000                | 173,7 %               |
| Беднейший        | Флеволанд                             | 23 600                | 99,9 %                |
| Польша           | Польша                                | 12 400                | 52,3 %                |
| Богатейший       | Мазовецкое воеводство                 | 19 700                | 86,7 %                |
| Беднейший        | Люблинское воеводство                 | 8 400                 | 35,3 %                |
| Португалия       | Португалия                            | 18 000                | 76,4 %                |
| Богатейший       | Лиссабон                              | 25 200                | 106,6 %               |
| Беднейший        | Северная Португалия                   | 14 300                | 60,5 %                |
| Румыния          | Румыния                               | 9 100                 | 38,4 %                |
| Богатейший       | Бухарест-Ильфов                       | 19 800                | 83,8 %                |
| Беднейший        | Северо-Восточная Румыния              | 5 800                 | 24,7 %                |
| Словакия         | Словакия                              | 15 000                | 63,5 %                |
| Богатейший       | Братиславский край                    | 35 100                | 148,7 %               |
| Беднейший        | Виходне Словенско                     | 10 400                | 44,0 %                |
| Словения         | Словения                              | 20 700                | 87,7 %                |
| Богатейший       | Заходна Словения                      | 24 900                | 105,4 %               |
| Беднейший        | Всходна Словения                      | 17 100                | 72,5 %                |
| Испания          | Испания                               | 24 600                | 104,1 %               |
| Богатейший       | Мадрид                                | 32 100                | 135,7 %               |
| Беднейший        | Эстремадура                           | 16 700                | 70,6 %                |
| Швеция           | Швеция                                | 28 700                | 121,5 %               |
| Богатейший       | Стокгольм                             | 39 200                | 165,8 %               |
| Беднейший        | Ближневосточная Швеция                | 24 600                | 104,1 %               |
| Великобритания   | Великобритания                        | 28 400                | 120,4 %               |
| Богатейший       | Внутренний Лондон                     | 79 400                | 335,9 %               |
| Беднейший        | Западный Уэльс и долины Южного Уэльса | 18 300                | 77,3 %                |

## Развитие и экономический рост
Доля ЕС в мировом валовом продукте (МВП) стабильно составляет примерно 1/5. 
Темпы роста ВВП сильны в новых государствах-членах, в настоящее время[когда?] упали во Франции, Италии и Португалии.

Население и ВВП на душу населения в странах — членах ЕС и некоторых кандидатах

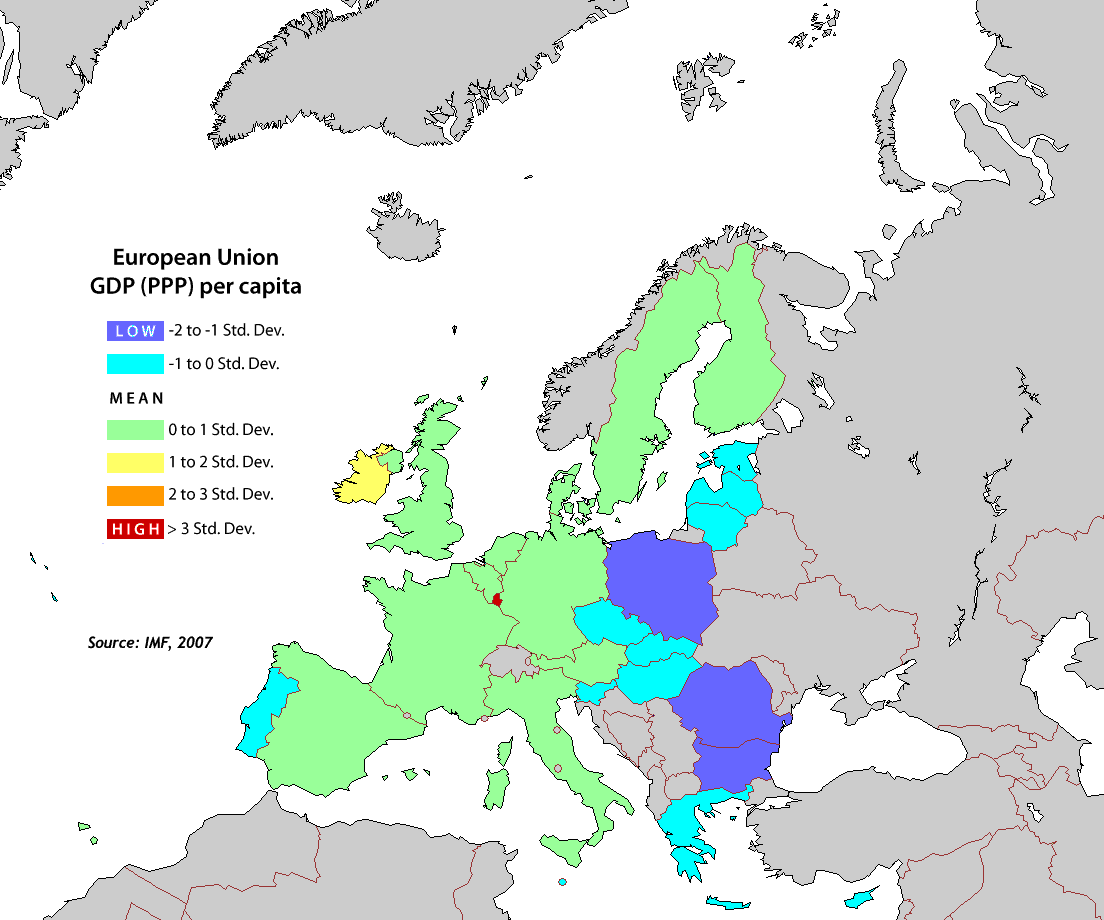
ВВП (ППС) на душу населения 2007 с указанием стран с показателем выше и ниже среднего среди 27 стран

Текущая карта роста ВВП в ЕС наиболее контрастна по регионам, где сильные экономики страдают от стагнации, в то время как в новых государствах-членах наблюдается устойчивый экономический рост.
12 новых государств-членов из Центральной и Восточной Европы в 2000-х имели более высокий средний процент роста, чем их западноевропейские партнеры. В частности, страны Балтии добились стремительного роста ВВП (см. Балтийские тигры): в Латвии он составляет до 11 %, что на уровне мирового лидера Китая, чей средний показатель равен 9 % за последние 25 лет. Причины такого массового роста заключаются в проведении государством стабильной денежно-кредитной политики, экспортно-ориентированной политики, торговли, низкой фиксированной налоговой ставки и использовании сравнительно дешёвой рабочей силы. 
За 2008 год в Румынии был самый большой прирост ВВП среди всех государств ЕС.
В целом же влияние ЕС на увеличение мирового валового продукта сокращается в связи с развитием экономических держав, таких как Китай, Индия, Россия и Бразилия. В среднесрочной и долгосрочной перспективе ЕС будет искать пути для увеличения темпов роста ВВП в странах Западной Европы, таких как Франция, Германия и Италия и стабилизации роста в новых странах Центральной и Восточной Европы для обеспечения устойчивого экономического процветания.
Столкнувшись с проблемами экономического развития в конце первого десятилетия нового тысячелетия, страны ЕС в 2010 году приняли стратегию Европа 2020, направленную на решение текущих экономических проблем в течение следующего десятилетия.
2022: 
в конце июля Financial Times и Reuters сообщили об ожиданиях устойчивого ухудшения состояния экономики блока в течение следующего года и о риске рецессии в ЕС: ожидается рост всего на 0,1 %, что ознаменует резкое ухудшение (по сравнению с ростом на 0,6 % за предыдущие три месяца) и будет самым слабым показателем с тех пор, как всплеск коронавирусных инфекций и ограничения привели ЕС к краткосрочной рецессии в начале 2021 года. 
Российское вторжение на Украину в феврале привело к резкому росту цен на энергоносители и продукты питания, подорвав покупательную способность потребителей и угрожая усилить энергетический кризис.

В 2022 году высокие цены на продовольствие и энергию усугубляются разрушительной засухой и низким уровнем рек, ограничивающих транспорт по ним. В июне объемы розничных продаж снизились почти на 4 % по сравнению с прошлым годом, самое крупное снижение (на 9 %) произошло в Германии. 
Мировой энергетический кризис (2021—2022) привёл к проблемам в промышленности, в связи с ростом цен на энергоносители: почти половина европейских мощностей по выплавке алюминия и цинка уже отключена, а большая часть производства удобрений, работающего на природном газе, остановлена. По мнению аналитика Capital Economics Кэролайн Бейн, шок, который переживет экономика при отказе от российского газа будет вдвое сильнее чем эффект от нефтяного кризиса 70-х, отмечая, что спотовые цены на природный газ выросли в Европе в 10-11 раз за последние 2 года.

25 августа эксперты UBS Group AG сообщили, что еврозона уже вступила в «неглубокую» рецессию, вызванную ростом цен на энергоносители: экономика 19 стран сократится на 0,1 % — в третьем квартале, и на 0,2 % — в четвертом. 
Прогноз роста на 2023 год аналитики снизили с  1,2 до 0,8 %. 

В 2023 г. промышленное производство в еврозоне за год сократилось на 6,7 %.
Согласно The Economist в 2024 году Европа выглядит «застойной» даже учитывая её обычную малодинамичность. За прошедшее десятилетие экономика ЕС выросла всего на 4% по сравнению с ростом на 8% в США, а с конца 2022 года и до марта 2024 не выросла вообще. Одной из причин стал отказ от российских энергоносителей.
| Страны-члены   | % роста ВВП | % роста ВВП | % роста ВВП | % роста ВВП | % роста ВВП | % роста ВВП | % роста ВВП | % роста ВВП |
| Страны-члены   | 2005        | 2006        | 2007        | 2008        | 2009        | 2010        | 2011        | 2012        |
| -------------- | ----------- | ----------- | ----------- | ----------- | ----------- | ----------- | ----------- | ----------- |
| Австрия        | 2,0         | 3,3         | 3,4         | 1,4         | -3,8        | 2,1         | 2,7         | 0,8         |
| Бельгия        | 2,0         | 2,9         | 2,7         | 1,0         | -2,8        | 2,4         | 1,8         | -0,2        |
| Дания          | 2,5         | 3,9         | 1,8         | -0,8        | -5,7        | 1,6         | 1,1         | -0,6        |
| Финляндия      | 2,8         | 4,9         | 4,4         | 0,3         | -8,5        | 3,3         | 2,8         | -0,2        |
| Франция        | 1,9         | 2,2         | 1,9         | -0,1        | -3,1        | 1,9         | 1,7         | 0,0         |
| Германия       | 0,8         | 2,9         | 2,5         | 1,1         | -5,1        | 4,2         | 3,0         | 0,7         |
| Греция         | 3,8         | 4,2         | 4,0         | -0,2        | -3,1        | -4,9        | -7,1        | -6,4        |
| Ирландия       | 5,9         | 5,7         | 5,3         | -2,1        | -5,5        | -0,8        | 1,4         | 0,7         |
| Италия         | 0,1         | 0,8         | 0,5         | -1,2        | -5,5        | 1,2         | 0,4         | -2,4        |
| Люксембург     | 5,0         | 6,1         | 5,4         | -0,7        | -4,1        | 2,9         | 1,7         | 0,2         |
| Нидерланды     | 1,5         | 3,0         | 3,5         | 1,8         | -3,7        | 1,6         | 1,0         | -0,9        |
| Португалия     | 0,8         | 1,8         | 2,4         | 0,0         | -2,9        | 1,9         | -1,6        | -3,2        |
| Испания        | 3,9         | 4,5         | 4,6         | 0,9         | -3,7        | -0,3        | 0,4         | -1,4        |
| Швеция         | 3,3         | 4,1         | 2,6         | -0,6        | -5,0        | 6,6         | 3,7         | 0,8         |
| Великобритания | 1,8         | 2,9         | 3,1         | -1,0        | -4,0        | 1,8         | 0,9         | 0,2         |

| Страны-члены     | % роста ВВП | % роста ВВП | % роста ВВП | % роста ВВП | % роста ВВП | % роста ВВП | % роста ВВП | % роста ВВП |  |
| Страны-члены     | 2005        | 2006        | 2007        | 2008        | 2009        | 2010        | 2011        | 2012        |  |
| ---------------- | ----------- | ----------- | ----------- | ----------- | ----------- | ----------- | ----------- | ----------- |  |
| Болгария         | 6,2         | 6,3         | 6,2         | 6,2         | -5,5        | 0,4         | 1,8         | 0,8         |  |
| Кипр             | 3,9         | 4,0         | 4,4         | 3,6         | -1,9        | 1,3         | 0,5         | -2,4        |  |
| Чехия            | 6,4         | 6,4         | 6,5         | 3,1         | -4,5        | 2,5         | 1,9         | -1,3        |  |
| Эстония          | 10,2        | 11,2        | 7,1         | -4,2        | -14,1       | 3,3         | 8,3         | 3,2         |  |
| Венгрия          | 4,1         | 3,9         | 1,3         | 0,9         | -6,8        | 1,3         | 1,6         | -1,7        |  |
| Латвия           | 10,6        | 11,9        | 10,2        | -3,3        | -17,7       | -0,9        | 5,5         | 5,6         |  |
| Литва            | 7,9         | 7,7         | 8,8         | 2,9         | -14,8       | 1,5         | 5,9         | 3,6         |  |
| Мальта           | 3,4         | 3,4         | 3,8         | 3,9         | -2,6        | 2,9         | 1,7         | 0,8         |  |
| Польша           | 3,6         | 6,2         | 6,5         | 5,1         | 1,6         | 3,9         | 4,3         | 2,0         |  |
| Румыния          | 4,1         | 8,4         | 8,0         | 7,3         | -6,6        | -1,1        | 2,2         | 0,3         |  |
| Словакия         | 6,6         | 8,5         | 10,4        | 5,8         | -4,9        | 4,4         | 3,2         | 2,0         |  |
| Словения         | 4,1         | 5,7         | 6,1         | 3,4         | -7,8        | 1,2         | 0,6         | -2,3        |  |
|                  |             |             |             |             |             |             |             |             |  |
| Европейский союз | 2,1         | 3,3         | 3,1         | 0,3         | -4,3        | 2,1         | 1,5         | -0,3        |  |
| Еврозона         | 1,7         | 3,2         | 3,0         | 0,4         | -4,4        | 2,0         | 1,4         | -0,6        |  |

Инфляция
2022 год:  The Telegraph сообщил, что в августе инфляция в еврозоне составила рекордные 9,1 % в годовом выражении. ЕЦБ сообщил о планах поднять ключевую ставку на 0,75 % (в случае реализации плана это станет самым высоким повышением с момента создания единой валюты).

## Отрасли
Сфера услуг является наиболее важным сектором в странах Европейского союза, что составляет 69,4 % от общего ВВП, по сравнению с обрабатывающей промышленностью (28,4 %) и сельским хозяйством (лишь 2,3 %) от общего ВВП.

### Сельское хозяйство
Сельскохозяйственный сектор поддерживается субсидиями со стороны Европейского союза в рамках Единой сельскохозяйственной политики (ЕСП). Это в настоящее время составляет 40-50 % от общих расходов ЕС, что гарантирует минимальные цены для фермеров в ЕС. 
Это критикуется как проявление протекционизма, препятствующее торговле, и наносящее ущерб развивающимся странам. 
Одним из самых ярых противников являлась Великобритания, третья по величине экономика блока, которая неоднократно отказывалась давать ежегодную британскую скидку (British rebate) если в ЕСП не будет произведено значительных реформ. 
Франция же, вторая по величине экономика блока, является наиболее ярым сторонником ЕСП.

### Промышленность
Нефтехимическая отрасль: BASF (Германия) и пр.
Автомобильная промышленность: развита во многих странах — Германии, Италии, Франции, также Испании и пр. (ранее также британский автопром)
Аэрокосмическая промышленность: Airbus Group (EADS, крупнейшая европейская корпорация аэрокосмической промышленности), Dassault Aviation, Leonardo и др. (ранее также британская BAE)

### Туризм
Европейский союз является крупным туристическим центром, привлекающим посетителей из-за пределов ЕС, а также граждан путешествующих внутри него самого. 
Внутренний туризм является более удобным для граждан некоторых государств — членов ЕС, входящих в Шенгенское соглашение и еврозону. Все граждане Европейского союза имеют право на поездку в какую-либо страну-член, без необходимости получения визы. Если рассматривать отдельные страны, то Франция является мировым лидером по привлекательности иностранных туристов, за которой следуют Испания, Италия и Великобритания занимающие 2-е, 5-е и 6-е места соответственно. 
Если рассматривать ЕС как единое целое, то число иностранных туристов меньше, так как большинство путешествующих это внутренние туристы из других стран-членов.

## Энергетика
Доказанные извлекаемые запасы природных энергоносителей Европейского союза (в формате 27 стран) в соответствии с данными EES EAEC, рассчитанными на основе информации Управления энергетической информации по состоянию на декабрь 2015 года — 23,651 млрд тут или 1,88 % от общемировых запасов (179 стран мира): 88,7 % запасов приходится на уголь, 8,6 % — на природный газ и 2,7 % — на сырую нефть.
Энергетическая зависимость* EU-27 по агрегированным группам энергоносителей и в целом в соответствии с данными Евростат  иллюстрируется следующей диаграммой

EES EAEC. Энергетическая зависимость EU-27, 1990-2020, проценты Примечания: Энергетическая зависимость показывает, в какой степени экономика зависит от импорта для удовлетворения своих энергетических потребностей. Рассчитывается из отношения импорта-нетто (импорт минус экспорт) на сумму валового внутреннего потребления первичных энергоносителей и бункерного топлива.

Топливно-энергетический баланс EU-27 за 2020 год и основные тенденции в его изменении в 2020 году в сравнении с 1991 годом характеризуются данными нижеследующих таблиц
| Отдельные статьи ТЭБ EU-27 за 2020 год, тыс. тонн нефтяного эквивалента | Отдельные статьи ТЭБ EU-27 за 2020 год, тыс. тонн нефтяного эквивалента | Отдельные статьи ТЭБ EU-27 за 2020 год, тыс. тонн нефтяного эквивалента | Отдельные статьи ТЭБ EU-27 за 2020 год, тыс. тонн нефтяного эквивалента | Отдельные статьи ТЭБ EU-27 за 2020 год, тыс. тонн нефтяного эквивалента | Отдельные статьи ТЭБ EU-27 за 2020 год, тыс. тонн нефтяного эквивалента | Отдельные статьи ТЭБ EU-27 за 2020 год, тыс. тонн нефтяного эквивалента   | Отдельные статьи ТЭБ EU-27 за 2020 год, тыс. тонн нефтяного эквивалента | Отдельные статьи ТЭБ EU-27 за 2020 год, тыс. тонн нефтяного эквивалента | Отдельные статьи ТЭБ EU-27 за 2020 год, тыс. тонн нефтяного эквивалента | Отдельные статьи ТЭБ EU-27 за 2020 год, тыс. тонн нефтяного эквивалента |
| ----------------------------------------------------------------------- | ----------------------------------------------------------------------- | ----------------------------------------------------------------------- | ----------------------------------------------------------------------- | ----------------------------------------------------------------------- | ----------------------------------------------------------------------- | ------------------------------------------------------------------------- | ----------------------------------------------------------------------- | ----------------------------------------------------------------------- | ----------------------------------------------------------------------- | ----------------------------------------------------------------------- |
| Энергоносители                                                          | Производство первичной энергии                                          | Экспорт                                                                 | Импорт                                                                  | Общая поставка                                                          | Преобразование (вход) энергетическое использование                      | Преобразование (вход) на электрических станциях и отопительных установках | Конечное энергетическое потребление                                     | Промышленность                                                          | Транспорт                                                               | Другие сектора                                                          |
| Электроэнергия                                                          | --                                                                      | 31560                                                                   | 32750                                                                   | 1190                                                                    | 3594                                                                    | 3594                                                                      | 205061                                                                  | 76074                                                                   | 4598                                                                    | 124389                                                                  |
| Теплоэнергия                                                            | 1107                                                                    | 2                                                                       | 5                                                                       | 1111                                                                    | 1621                                                                    | 1621                                                                      | 44139                                                                   | 14872                                                                   | --                                                                      | 29267                                                                   |
| Производные газов                                                       | --                                                                      | --                                                                      | --                                                                      | --                                                                      | 6651                                                                    | 6651                                                                      | 3891                                                                    | 3877                                                                    | --                                                                      | 14                                                                      |
| Природный газ                                                           | 41205                                                                   | 55803                                                                   | 329267                                                                  | 326943                                                                  | 104502                                                                  | 102734                                                                    | 193808                                                                  | 73781                                                                   | 3162                                                                    | 116864                                                                  |
| Невозобновляемые отходы                                                 | 13837                                                                   | 37                                                                      | 481                                                                     | 14279                                                                   | 9241                                                                    | 9241                                                                      | 4986                                                                    | 4745                                                                    | --                                                                      | 241                                                                     |
| Ядерное тепло                                                           | 175175                                                                  | --                                                                      | --                                                                      | 175175                                                                  | 175175                                                                  | 175175                                                                    | --                                                                      | --                                                                      | --                                                                      | --                                                                      |
| Сырая нефть и нефтепродукты (без биотоплива)                            | 21492                                                                   | 294918                                                                  | 756814                                                                  | 419785                                                                  | 624850                                                                  | 12333                                                                     | 310314                                                                  | 23360                                                                   | 228206                                                                  | 58748                                                                   |
| Сланец и битуминозный песок                                             | 2508                                                                    | --                                                                      | --                                                                      | 2484                                                                    | 2422                                                                    | 570                                                                       | 1                                                                       | 1                                                                       | --                                                                      | --                                                                      |
| Торф и продукты из торфа                                                | 783                                                                     | 7                                                                       | 40                                                                      | 1755                                                                    | 1286                                                                    | 1196                                                                      | 379                                                                     | 122                                                                     | --                                                                      | 257                                                                     |
| Возобновляемые и биотопливо                                             | 234175                                                                  | 14326                                                                   | 20410                                                                   | 239724                                                                  | 151171                                                                  | 134017                                                                    | 104250                                                                  | 23689                                                                   | 16003                                                                   | 64558                                                                   |
| Твердое органическое топливо                                            | 83590                                                                   | 12583                                                                   | 62868                                                                   | 140313                                                                  | 143845                                                                  | 87333                                                                     | 18959                                                                   | 10713                                                                   | --                                                                      | 8245                                                                    |
| Всего                                                                   | 573871                                                                  | 409235                                                                  | 1202636                                                                 | 1322758                                                                 | 1224359                                                                 | 534464                                                                    | 885788                                                                  | 231235                                                                  | 251970                                                                  | 402583                                                                  |
| Доля электроэнергии                                                     | --                                                                      | 7.7%                                                                    | 2.7%                                                                    | 0.1%                                                                    | 0.3%                                                                    | 0.7%                                                                      | 23.2%                                                                   | 32.9%                                                                   | 1.8%                                                                    | 30.9%                                                                   |

| Основные тенденции в отдельных статьях ТЭБ EU-27 в 2020 году в сравнении с 1991 годом, тыс. тонн нефтяного эквивалента |               |                         |               |                                              |                             |                              |         |
| Статьи ТЭБ, годы/Энергоносители                                                                                        | Природный газ | Невозобновляемые отходы | Ядерное тепло | Сырая нефть и нефтепродукты (без биотоплива) | Возобновляемые и биотопливо | Твердое органическое топливо | Всего   |
| Производство первичной энергии                                                                                         |               |                         |               |                                              |                             |                              |         |
| 1991 | 128544        | 3917                    | 193464        | 39336                                        | 73706                       | 279518                       | 726432  |
| 2020 | 41205         | 13837                   | 175175        | 21492                                        | 234175                      | 83590                        | 573871  |
| Уменьшение (-), увеличение (+)                                                                                         | -87338        | 9920                    | -18289        | -17845                                       | 160468                      | -195928                      | -152561 |
| Импорт |               |                         |               |                                              |                             |                              |         |
| 1991 | 159183        | --                      | --            | 717227                                       | 323                         | 110367                       | 1003087 |
| 2020 | 329267        | 481                     | --            | 756814                                       | 20410                       | 62868                        | 1202636 |
| Уменьшение (-), увеличение (+)                                                                                         | 170084        | 481                     | --            | 39587                                        | 20087                       | -47499                       | 199549  |
| Экспорт |               |                         |               |                                              |                             |                              |         |
| 1991 | 31708         | --                      | --            | 175074                                       | 69                          | 32471                        | 254515  |
| 2020 | 55803         | 37                      | --            | 294918                                       | 14326                       | 12583                        | 409235  |
| Уменьшение (-), увеличение (+)                                                                                         | 24095         | 37                      | --            | 119844                                       | 14257                       | -19889                       | 154719  |
| Преобразование энергоносителей на электростанциях и отопительных установках                                            |               |                         |               |                                              |                             |                              |         |
| 1991 | 53769         | 2943                    | 193464        | 56065                                        | 33939                       | 226750                       | 582834  |
| 2020 | 102734        | 9241                    | 175175        | 12333                                        | 134017                      | 87333                        | 534464  |
| Уменьшение (-), увеличение (+)                                                                                         | 48965         | 6297                    | -18289        | -43733                                       | 100078                      | -139417                      | -48370  |

На конец 2020 года основные показатели электроэнергетического комплекса EU-27:   
| Показатели электроэнергетики, потребители         | Единица измерения | Количественные значения |
| Установленная мощность, ГВт                       | ГВт               | 962,60                  |
| Производство электроэнергии-брутто                | млрд кВт∙ч        | 2786,01                 |
| Конечное потребление электроэнергии               | млрд кВт∙ч        | 2458,43                 |
| Энергетический сектор                             | млрд кВт∙ч        | 73,58                   |
| Промышленность, из которой                        | млрд кВт∙ч        | 884,74                  |
| Черная металлургия и сталелитейная промышленность | млрд кВт∙ч        | 95,52                   |
| Химическая и нефтехимическая промышленность       | млрд кВт∙ч        | 163,97                  |
| Другие отрасли промышленности                     | млрд кВт∙ч        | 625,25                  |
| Транспорт                                         | млрд кВт∙ч        | 53,48                   |
| Бытовые потребители                               | млрд кВт∙ч        | 713,74                  |
| Сельское, лесное хозяйство (включая рыболовство)  | млрд кВт∙ч        | 52,94                   |

В числе крупнейших стран EU-27 (стран, у которых производство электроэнергии превышает 200 млрд  кВт∙ч) Германия, Италия, Испания и Франция 

EES EAEC. Показатели электроэнергетических комплексов крупнейших стран EU-27 за 2020 годПримечание: Ранжированы по убыванию производства электроэнергии

EES EAEC. Структура производства электроэнергии-брутто крупнейшими странами EU-27 за 2020 год, млн. кВт∙ч

Основные тенденции в производстве электроэнергии-брутто  за период с 1990 по 2020 годы и динамике изменения  числа часов использования установленной мощности электростанций EU-27 иллюстрируются следующими диаграммами

EES EAEC. Структура производства электроэнергии-брутто в EU-27 в 1990 и 2020 годах, проценты

EES EAEC. Сравнительная диаграмма производства электроэнергии-брутто в EU-27 на ТЭС, АЭС и ВИЭ, 1990-2020, млрд. кВт∙ч

EES EAEC. Число часов использования-брутто установленной мощности электростанций EU-27, 1990-2020, часы

Ключевые энергетические организации: 
- Генеральный Директорат по энергетике Европейского союза (ENER[англ.][37])
- Агентство по взаимодействию регуляторов энергетики (ACER[англ.][38])
- Системный оператор Европейской единой энергосистемы (ENTSO-E) —  учредители операторы магистральных электрических сетей Европы, кроме Мальты

Действующие регламенты и директивы (EUR-Lex):
- Регламент (ЕС) № 713/2009 от 13 июля 2009 года о создании Агентства по взаимодействию регуляторов энергетики  (Regulation (EC) No 713/2009 of the European Parliament and of the Council of 13 July 2009 establishing an Agency for the Cooperation of Energy Regulators) Архивная копия от 21 февраля 2014 на Wayback Machine;
- Регламент (ЕС) № 714/2009 от 13 июля 2009 года об условиях доступа к сетям в целях трансграничного обмена электричеством и отменяющий Регламент (ЕС) № 1228/2003  (Regulation (EC) No 714/2009 of the European Parliament and of the Council of 13 July 2009 on conditions for access to the network for cross-border exchanges in electricity and repealing Regulation (EC) No 1228/2003) Архивная копия от 4 октября 2013 на Wayback Machine;
- Регламент (ЕС) № 715/2009 от 13 июля 2009 года об условиях доступа к сетям транспортировки природного газа и отменяющий Регламент (ЕС) № 1775/2005 + 2 Поправки  (Regulation № 715/2009 of the European Parliament and of the Council of 13 July 2009 on conditions of access to the natural gas transmission networks and repealing Regulation (EC) № 1775/2005) Архивная копия от 9 ноября 2013 на Wayback Machine;
- Директива 2009/72/ЕС от 13 июля 2009 года об общих правилах для внутреннего рынка электроэнергии и отменяющая Директиву 2003/54/ЕС  (Directive2009/72/EC of the European Parliament and of the Council of 13 July 2009concerning common rules for the internal market in electricity and repealingDirective 2003/54/EC) Архивная копия от 17 октября 2012 на Wayback Machine;
- Директива 2009/73/ЕС от 13 июля 2009 года об общих правилах для внутреннего рынка природного газа и отменяющая Директиву 2003/55/ЕС  (Directive 2009/73/EC of the European Parliament and of the Council of 13 July 2009 concerning common rules for the internal market in natural gas and repealing Directive 2003/55/EC);
- Сертификация операторов систем передачи сетей на электроэнергию и природный газ в ЕС  )

## Торговля
Европейский союз является крупнейшим экспортером в мире и вторым по величине импортёром. 
Внутренней торговле между государствами-членами способствует устранение барьеров, таких, как тарифы и пограничный контроль. В еврозоне торговле также помогает наличие единой валюты среди большинства членов. Соглашение Ассоциации Европейского союза делает нечто похожее для более широкого спектра стран, частично в качестве так называемого мягкого подхода ('пряник вместо палки'), чтобы влиять на политику в этих странах.
Европейский союз представляет интересы всех своих членов в рамках Всемирной торговой организации (ВТО), и действует от имени государств-членов при решении любых споров.
До пандемии (2020—2023) торговый баланс ЕС с остальным миром обычно являлся положительным и составлял 40 млрд долл. В 2022 году профицит сократился до $ 2,5 млрд (так, в июне 2022 дефицит торгового баланса ЕС достиг 24,6 млрд евро по сравнению с профицитом в размере 17,2 млрд евро за тот же месяц годом ранее; причиной названы растущие цены на энергоносители).

## Компании
Страны Европейского союза являются родиной многих крупнейших в мире транснациональных компаний, а также домом их штаб-квартир. Среди них также есть компании, занимающие первое место в мире в своей отрасли, например: 
Allianz, которая является крупнейшим в мире поставщиком финансовых услуг; 
Airbus, который производит около половины мировых реактивных авиалайнеров; 
Air France-KLM, который является крупнейшей в мире авиакомпанией с точки зрения общего объёма операционных доходов; 
Amorim, лидер по обработке пробок; 
ArcelorMittal, крупнейшая в мире стальная компания; 
группа «Danone», занимающая первое место на рынке молочных продуктов; 
Anheuser-Busch InBev, крупнейший производитель пива; 
Группа L'Oreal, ведущий производитель косметики; 
LVMH, крупнейший конгломерат по производству товаров роскоши; 
Royal Dutch Shell, одна из крупнейших в мире энергетических корпораций; 
Stora Enso, которая является крупнейшим в мире целлюлозно-бумажным заводом-изготовителем в плане производственного потенциала. 
В ЕС также функционирует ряд крупнейших компаний финансового сектора, в частности HSBC (крупнейший банк Великобритании) и Grupo Santander (крупнейшая финансово-кредитная группа в Испании) — крупнейшие компании с точки зрения рыночной капитализации.

## Показатели

### Коэффициент Джини
На сегодняшний день одним из наиболее широко используемых методов измерения неравенства доходов является Коэффициент Джини. Это мера неравенства доходов по шкале от 0 до 1. По этой шкале 0 представляет собой идеальное равенство для всех, имеющих один и тот же доход и 1 представляет абсолютное неравенство с одним лицом, всех доходов. По данным ООН, коэффициент Джини варьируется по странам от 0.247 в Дании до 0,743 в Намибии. Большинство пост-индустриальных стран имеют коэффициент Джини в диапазоне от 0,25 до 0,40. По некоторым оценкам, в 2005 г. коэффициент Джини в ЕС составлял 0.31, по сравнению с США, 0,463, что является весьма удивительным результатом, поскольку в ЕС практически нет межгосударственных доходов власти и новые бедные государства-члены присоединились в 2004 году.

## Безработица

Уровень безработицы по странам, среди ЕС-27 на март, 2009

Уровень безработицы варьируется среди государств-членов. 
Уровень безработицы (ЕС25) снижался - с 8,9 % в марте 2005 года до 8,4 % в марте 2006 года и до 7,3 % в марте 2007 года.
В последние месяцы 2008 г. было сильное повышение уровня безработицы по причине мирового финансового кризиса. Больше всех, среди стран ЕС, пострадали: Испания, Ирландия и балтийские стран с уровнем безработицы в два или даже в три раза выше среднего (для сравнения: в марте 2009 года в Соединенных Штатах безработица составила 8,6 % (2008: 5,1; 2007: 4,4; 2006: 4,7), которая была выше, чем уровень безработицы в ЕС-27, но ниже, чем в ЕС-16 (еврозоне) с уровнем в 8,9 %; в Японии уровень безработицы оставался сравнительно устойчивым на уровне 4,4 % (2008: 3,9; 2007: 4,0; 2006: 4,1)).
Сезонно скорректированный уровень безработицы в странах ЕС27 в марте 2009 года составил 8,3 %, по сравнению с 6,7 % в марте 2008 года. 
В еврозоне (EA16) показатель безработицы за январь 2009 года составил 8,2 % по сравнению с 7,3 % в январе 2008 года.
В следующей таблице показаны текущий уровень безработицы среди всех государств-членов в марте 2009 года в сравнении с мартом 2008, 2007, 2006 и 2005 годах и в сравнении с США и Японией:
| Страны-члены   | % безработицы | % безработицы | % безработицы | % безработицы | % безработицы | % безработицы | % безработицы | % безработицы |
| Страны-члены   | Март 2005     | Март 2006     | Март 2007     | Март 2008     | Март 2009     | Март 2010     | Март 2011     | Март 2012     |
| -------------- | ------------- | ------------- | ------------- | ------------- | ------------- | ------------- | ------------- | ------------- |
| Австрия        | 5,1           | 5,1           | 4,5           | 4,1           | 4,5           | 4,9           | 4,4           |               |
| Бельгия        | 8,4           | 8,2           | 7,7           | 6,9           | 7,3           | 8,1           | 7,7           |               |
| Дания          | 5,4           | 4,3           | 4,1           | 3,0           | 5,7           | 7,6           | 7,5           |               |
| Финляндия      | 8,5           | 7,9           | 7,0           | 6,3           | 7,4           | 9,0           | 8,0           |               |
| Франция        | 9,7           | 9,1           | 8,6           | 7,6           | 8,8           | 10,1          | 9,5           |               |
| Германия       | 9,8           | 8,7           | 8,6           | 7,4           | 7,6           | 7,3           | 6,2           |               |
| Греция         | 9,9           | 9,6           | 8,6           | 7,8           | 7,8           | 10,2          | 13,8          |               |
| Ирландия       | 4,5           | 4,2           | 4,6           | 5,6           | 10,6          | 13,2          | 14,7          |               |
| Италия         | 7,8           | 7,7           | 6,1           | 6,6           | 6,9           | 8,8           | 8,3           |               |
| Люксембург     | 4,3           | 4,8           | 4,9           | 4,4           | 6,1           | 5,6           | 4,3           |               |
| Нидерланды     | 4,9           | 4,0           | 3,4           | 2,8           | 2,8           | 4,1           | 4,2           |               |
| Португалия     | 7,4           | 7,6           | 8,2           | 7,6           | 8,5           | 10,5          | 12,6          |               |
| Испания        | 9,9           | 8,7           | 8,1           | 9,5           | 17,4          | 19,1          | 20,7          |               |
| Швеция         | 6,3           | 7,2           | 6,6           | 5,8           | 8,0           | 8,7           | 7,7           |               |
| Великобритания | 4,6           | 5,0           | 5,5           | 5,2           | 6,6           | 7,9           | 7,7           |               |

| Страны-члены     | % безработицы | % безработицы | % безработицы | % безработицы | % безработицы | % безработицы | % безработицы | % безработицы |
| Страны-члены     | Март 2005     | Март 2006     | Март 2007     | Март 2008     | Март 2009     | Март 2010     | Март 2011     | Март 2012     |
| ---------------- | ------------- | ------------- | ------------- | ------------- | ------------- | ------------- | ------------- | ------------- |
| Болгария         | x             | x             | 7,5           | 6,1           | 5,9           | 8,7           | 11,4          |               |
| Кипр             | 5,1           | 5,2           | 4,1           | 3,7           | 4,9           | 6,7           | 7,3           |               |
| Чехия            | 8,0           | 7,7           | 5,6           | 4,4           | 5,5           | 7,9           | 6,9           |               |
| Эстония          | 8,8           | 5,3           | 4,9           | 4,0           | 11,1          | 15,5          | 14,3          |               |
| Венгрия          | 6,8           | 7,4           | 7,3           | 7,6           | 9,2           | 11,0          | 11,8          |               |
| Латвия           | 9,1           | 7,6           | 6,4           | 6,1           | 16,1          | 22,3          | 16,2          |               |
| Литва            | 9,2           | 6,4           | 4,6           | 4,3           | 15,5          | 15,8          | 16,3          |               |
| Мальта           | 7,2           | 8,1           | 6,6           | 5,8           | 6,7           | 6,9           | 6,3           |               |
| Польша           | 18,0          | 16,8          | 10,3          | 7,4           | 7,7           | 9,1           | 9,3           |               |
| Румыния          | x             | x             | 6,6           | 6,2           | 5,8           | 7,6           | 7,0           |               |
| Словакия         | 16,7          | 15,7          | 11,3          | 9,9           | 10,5          | 14,1          | 14,0          |               |
| Словения         | 6,4           | 6,2           | 5,2           | 4,5           | 5,0           | 6,2           | 8,1           |               |
| Европейский союз | 8,9           | 8,4           | 7,3           | 6,7           | 8,3           | 9,6           | 9,5           |               |
| США              | 5,1           | 4,7           | 4,4           | 5,1           | 8,5           | 9,7           | 8,8           |               |
| Япония           | 4,5           | 4,1           | 4,0           | 3,9           | 4,4           | 4,8           | 4,6           |               |

Безработица в еврозоне выросла до рекордных 11,7 %.  Больше всего безработных в Испании (26,2 %) и Греции (последние данные статистической службы доступны лишь за август — 25,4 %), меньше всего — в Австрии (4,3 %), Люксембурге (5,1 %), Германии (5,4 %), Нидерландах (5,5 %). За год с октября 2011 г. сильнее всего уровень безработицы вырос на Кипре (на 3,7 процентного пункта), в Испании (на 3,5 п. п.) и Португалии (2,6 п. п.). В Греции безработица выросла на 7 п. п. с августа 2011 г.
На июнь 2021г. уровень безработицы составлял 14 млн 916 тыс. чел., что составило 7,1%.